# Trybunał inkwizycji w Cuence
Trybunał inkwizycji w Cuence – trybunał inkwizycji hiszpańskiej działający w latach 1489–1820 (z przerwami w latach 1500–1510 i 1808–1814). Jeden z niewielu trybunałów inkwizycyjnych w Hiszpanii, którego archiwum zachowało się do czasów współczesnych.

## Historia
Trybunał inkwizycyjny w Cuence został utworzony 28 stycznia 1489 na polecenie króla Ferdynanda i królowej Izabeli, w celu badania prawowierności miejscowych chrześcijan żydowskiego pochodzenia (marranów). Pierwszymi inkwizytorami zostali Francisco Flórez, archidiakon Trastamara i Bartolome de Gumiel, wikariusz generalny diecezji Burgos. Na siedzibę inkwizytorów wybrano kwatery w pałacu biskupim. 30 marca 1489 inkwizytorzy ogłosili tzw. Edykt łaski, wyznaczając termin na dobrowolne wyznanie występków przeciwko wierze katolickiej. W ciągu roku 1489 aż 318 osób (głównie marranów) dokonało autodenuncjacji w celu uzyskania rozgrzeszenia. Nie wszyscy spośród nich zdołali uniknąć procesu. W ciągu pierwszej dekady działalności trybunału procesy wytoczono przeciwko 457 osobom, z czego aż 157 próbowało wcześniej skorzystać z rozgrzeszenia na podstawie „edyktu łaski”. Spośród 457 podsądnych co najmniej 62 spalono na stosie, a co najmniej 116 skazano na stos zaocznie lub pośmiertnie, co skutkowało wykonaniem jedynie symbolicznej egzekucji (in effigie).
W grudniu 1499 doszło do połączenia trybunałów z Cuenci, Siguenzy i Osmy, a w 1501 dołączono jeszcze diecezję Calahorry i kraje baskijskie. Prawdopodobnie główną siedzibą utworzonego w ten sposób trybunału była Siguenza, gdyż nieliczne udokumentowane procesy z pierwszej dekady XVI wieku miały miejsce właśnie na terenie diecezji Siguenzy. Stan ten trwał jednak krótko. W 1506 rozwiązano trybunał z Siguenzy, a obszar jego jurysdykcji podzielono między trybunały z Murcji, Toledo, Valladolid i Durango. Diecezja Cuenci przekazana została pod władzę trybunału z Murcji. Ten stan trwał z kolei do 1510, gdy oba te okręgi odseparowano, a Cuenca otrzymała własny trybunał inkwizycyjny. Więzi z Murcją nie zostały jednak całkowicie zerwane, w 1512 wielki inkwizytor kardynał Francisco Cisneros de Jimenez nakazał inkwizytorom obu okręgów przeprowadzanie wzajemnych konsultacji i wspólne uzgadnianie treści wyroków.
Ostateczne uformowanie się w pełni samodzielnego trybunału inkwizycyjnego w Cuence nastąpiło w 1522. Zniesiono wówczas obowiązek konsultacji z trybunałem z Murcji, a jednocześnie inkwizytorom Cuenci podporządkowano diecezję Siguenzy. 
Do mniej więcej połowy XVI wieku głównym celem inkwizytorów Cuenci byli marrani, podejrzewani o potajemne praktykowanie judaizmu. Ich prześladowania w Cuence trwały dłużej niż w wielu innych częściach Hiszpanii, takich jak Toledo, Walencja czy Majorka, gdzie wygasły pomiędzy 1525 a 1535. W Cuence marrani byli głównym celem inkwizytorów aż do lat 50. XVI wieku, a ostatnie procesy odbyły się jeszcze na początku lat 90. Jednak w drugiej połowie XVI wieku głównym celem inkwizytorów stali się przesiedlani w te rejony z Grenady moryskowie, czyli ochrzczeni potomkowie Arabów, podejrzewani o potajemne praktykowanie islamu. Ponadto, w coraz większym stopniu trybunał zwracał uwagę na prawowierność tzw. „starych chrześcijan”, czyli rdzennych Kastylijczyków, jednak w ich przypadkach zarzuty dotyczyły najczęściej nie herezji, lecz bluźnierstw lub inne drobnych występków przeciwko wierze i moralności katolickiej. W nielicznych tylko przypadkach stawiano zarzuty o luteranizm lub jakieś inne poważniejsze odstępstwo religijne od wiary katolickiej.
W XVII wieku zainteresowanie inkwizycji ponownie zwróciło się ku marranom, jednak tym razem byli to marrani pochodzący z Portugalii, którzy po powstaniu Unii Iberyjskiej (1580) coraz chętniej przyjeżdżali do Hiszpanii w ucieczce przed prześladowaniami ze strony portugalskiej inkwizycji, a także w nadziei na lepsze warunki do prowadzenia interesów. Jednak ich nadzieje na łagodniejsze traktowanie przez hiszpańską inkwizycję nie sprawdziły się. Szczególnie dużo portugalskich marranów zostało skazanych podczas dwóch ceremonii autos-da-fe w 1654 i 1656.
XVIII stulecie to czas stopniowego ograniczania aktywności trybunału w Cuence. W latach 20. miała miejsce ostatnia fala prześladowań domniemanych judaizantów żydowsko-portugalskiego pochodzenia. Jednak to właśnie w Cuence odbyła się ostatnia w dziejach hiszpańskiej inkwizycji egzekucja in effigie – w 1802 ukarano w ten sposób pośmiertnie Isabel Herráiz, oskarżaną o przynależność do sekty alumbrados, która zmarła w trakcie procesu.
Trybunał w Cuence został zniesiony w grudniu 1808 przez napoleońskiego króla Hiszpanii Józefa Bonaparte. Przywrócono go po upadku Napoleona i powrocie na tron króla Ferdynanda VII, jednak w archiwum trybunału nie ma śladu wznowienia przez niego realnej działalności (ostatnie odnotowane w tym archiwum procesy wszczęto w roku 1808).
Trybunał w Cuence został ostatecznie zniesiony w marcu 1820.

## Organizacja i obszar jurysdykcji
W skład trybunału wchodziło przeważnie dwóch inkwizytorów, oskarżyciel (fiscal, często również tytułowany jako „inkwizytor fiscal”), oraz personel pomocniczy. Na prowincji trybunał reprezentowany był przez komisarzy, nadto korzystał ze wsparcia świeckich zauszników zwanych familiares. Zausznicy posiadali szereg przywilejów (zwolnienie z podatków, prawo noszenia broni, wyłącznie spod jurysdykcji innych sądów niż inkwizycja).
Obszar jurysdykcji trybunału obejmował początkowo (1489-1499 i 1510-1522) jedynie diecezję Cuenci i przeorat Ucles. Od 1522 podlegała mu także diecezja Siguenzy (z którą już wcześniej, w latach 1499–1506 tworzyła jeden okręg inkwizytorski z siedzibą w Siguenzy). Ostatnie korekty granic okręgu inkwizytorskiego dokonano w latach 1568 i 1575, dotyczyły jednak wyłącznie niewielkich okręgów na pograniczu kastylijsko-aragońskim.

## Archiwum
W okresie okupacji napoleońskiej 1808 – 1814 i po zniesieniu inkwizycji w 1820 archiwum trybunału w Cuence przeniesiono do miejscowego archiwum diecezjalnego, gdzie znajduje się do dziś. Jest to najlepiej zachowane archiwum lokalnego trybunału inkwizycyjnego na terenie Hiszpanii i zawiera akta około 8 tys. procesów. Porównanie z inwentarzami archiwalnymi oraz indeksami osób oskarżonych wskazuje, że dokumentacja ta zachowana jest w znacznym stopniu, choć zawiera pewne braki. W ciągu ponad 300 lat działalności trybunał ten przeprowadził ok. 10 tys. procesów i doprowadził do stracenia co najmniej 255 osób (lub 293, jeśli liczyć wyroki wydane przez istniejący w latach 1491–1506 trybunał z Siguenzy, którego archiwum w 1522 zostało połączone z archiwum trybunału w Cuence).
| Okres          | Liczba procesów | Liczba udokumentowanych egzekucji | Uwagi                                                                 |
| -------------- | --------------- | --------------------------------- | --------------------------------------------------------------------- |
| 1489-1500      | 457             | 62                                | Trybunał w Cuence                                                     |
| 1491-1506      | 536             | 38                                | Trybunał w Siguenzy                                                   |
| 1510-1550      | 1939            | 157                               |                                                                       |
| 1551-1560      | 568             | 4                                 |                                                                       |
| 1560-1619      | 3977            | 20                                |                                                                       |
| 1620-1699      | 1637            | 4                                 |                                                                       |
| 1700-1820      | 1293            | 8                                 |                                                                       |
| Suma 1489-1820 | 10407           | 293                               | Liczby uwzględniają działający w latach 1491–1506 trybunał w Siguenzy |